# Campionato bielorusso di calcio a 5 2008-2009
Il campionato bielorusso di calcio a 5 2008-2009 è stata la ventesima edizione della competizione e si è svolto con la formula del girone all'italiana.
Al termine del campionato la vittoria è andata al Viten Novolukoml, al secondo titolo consecutivo.

## Classifica finale
| Pos | Squadra              | Pti | G  | V  | N | P  | GF  | GS  |
| --- | -------------------- | --- | -- | -- | - | -- | --- | --- |
| 1   | Viten                | 72  | 28 | 23 | 3 | 2  | 166 | 65  |
| 2   | Mapid Minsk          | 70  | 28 | 22 | 4 | 2  | 188 | 70  |
| 3   | Dorozhnik Minsk      | 66  | 28 | 21 | 3 | 4  | 146 | 61  |
| 4   | BGUFK-M.rakurs Minsk | 63  | 28 | 20 | 3 | 5  | 136 | 64  |
| 5   | BTEU Gomel           | 63  | 28 | 20 | 3 | 5  | 150 | 93  |
| 6   | Granit Mikashevichi  | 55  | 28 | 18 | 1 | 9  | 157 | 99  |
| 7   | Belshina Bobruisk    | 36  | 28 | 12 | 0 | 16 | 168 | 180 |
| 8   | Dinamo-BNTU Minsk    | 36  | 28 | 11 | 3 | 14 | 110 | 122 |
| 9   | Kommunalnik Bereza   | 33  | 28 | 10 | 3 | 15 | 99  | 143 |
| 10  | Borisov-900 Borisov  | 31  | 28 | 9  | 4 | 15 | 113 | 132 |
| 11  | CKK Svetlahorsk      | 29  | 28 | 9  | 2 | 17 | 95  | 128 |
| 12  | Bazar Luninets       | 19  | 28 | 5  | 4 | 19 | 114 | 162 |
| 13  | Polimer Mogilev      | 16  | 28 | 4  | 4 | 20 | 56  | 153 |
| 14  | DYUSS Zhlobin        | 15  | 28 | 4  | 3 | 21 | 78  | 164 |
| 15  | Neman Berezovka      | 6   | 28 | 2  | 0 | 26 | 84  | 224 |
| 16  | Spartak-54 Minsk*    | 0   | 0  | 0  | 0 | 0  | 0   | 0   |

*Escluso dalla competizione